# Ciprian Baican
Ciprian Baican (10 de octubre de 2004) es un deportista rumano que compite en tiro con arco, en la modalidad de arco desnudo. Ganó dos medallas en el Campeonato Europeo de Tiro con Arco en Sala de 2025, oro individual y bronce por equipo.

## Palmarés internacional
| Campeonato Europeo en Sala | Campeonato Europeo en Sala | Campeonato Europeo en Sala | Campeonato Europeo en Sala |
| Año                        | Lugar                      | Medalla                    | Prueba                     |
| -------------------------- | -------------------------- | -------------------------- | -------------------------- |
| 2025                       | Samsun (Turquía)           | Medalla de oro             | Individual                 |
| 2025                       | Samsun (Turquía)           | Medalla de bronce          | Equipo                     |